# Ajdyn Smagulov
Ajdyn Smagulov (kazašsky Айдын Смағұлов), (* 1. prosince 1976 v Ust-Kamenogorsku, Sovětský svaz) je bývalý kazašský zápasník – judista. Svého největšího sportovního úspěchu, zisku bronzové olympijské medaile dosáhl v roce 2000 jako reprezentant Kyrgyzstánu.

## Sportovní kariéra
Patřil k příslibům kazašského juda, ale v seniorské reprezentaci se neuměl prosadit. Když jeho místo reprezentační jedničky zaujal Nurbol Sulejmanov, rozhodl se po mistrovství světa v roce 1999 přijmout nabídku kyrgyzského trenéra Kulibajeva reprezentovat Kyrgyzstán. V olympijském roce 2000 si na Asijském mistrovství vybojoval olympijskou účast a na olympijské hry v Sydney načasoval formu. Ve druhém kole sice prohrál s Kubáncem Poulotem, ale přes opravy se probojoval do boje o 3. místo, ve kterém porazil Uzbeka Muchtarova a získal senzačně bronzovou olympijskou medaili. V roce 2001 pokračoval v Kyrgyzských barvách bez většího úspěchu a od roku 2002 opět pokoušel štěstí v kazašské reprezentaci. Na pozici reprezentační jedničky se však neprosadil. Sportovní kariéru ukončil v roce 2010.

## Výsledky
| Turnaj            | Kazachstán      | Kazachstán      | Kazachstán      | Kazachstán      | Kyrgyzstán      | Kyrgyzstán      |
| Turnaj            | 1996            | 1997            | 1998            | 1999            | 2000            | 2001            |
| Turnaj            | 20              | 21              | 22              | 23              | 24              | 25              |
| Turnaj            | superlehká váha | superlehká váha | superlehká váha | superlehká váha | superlehká váha | superlehká váha |
| ----------------- | --------------- | --------------- | --------------- | --------------- | --------------- | --------------- |
| Olympijské hry    | —               |                 |                 |                 | 3.              |                 |
| Mistrovství světa |                 | úč.             |                 | —               |                 | úč.             |
| Mistrovství Asie  | —               | —               |                 | —               | 2.              | 5.              |
| MS juniorů        | 7.              |                 |                 |                 |                 |                 |